# Erramun
Erramun est un prénom masculin basque apparenté au prénom Raymond.

## Prénom
Ce prénom est porté par :
- Erramun Baxok (eu) (né en 1928), sociolinguiste basque
- Erramun Gametxo (eu) (c. 1914-2006), penseur et écrivain basque
- Erramun Landa (eu) (né en 1958), peintre et dessinateur basque
- Erramun Martikorena (eu) (né en 1943), berger et chanteur populaire basque
- Erramun Osa (eu) (né en 1964), homme politique basque, maire d'Ondarroa

## Référence
1. ↑  (fr) Signification du prénom Erramun - signification-prenom.com